# Benge (növénynemzetség)
A benge (Rhamnus) a rózsavirágúak (Rosales) rendjébe tartozó bengefélék (Rhamnaceae) családjának névadó nemzetsége.
Korábban ide sorolták a korszerű rendszertanok által külön nemzetségnek tekintett kutyabenge (Frangula) nemzetség tagjait.

## Fajok
A lista nem teljes.
- Rhamnus alaternus
- Rhamnus alnifolia
- Rhamnus arguta
- varjútövis (Rhamnus cathartica)
- Rhamnus crocea
- Rhamnus davurica
- Rhamnus diffusus
- Rhamnus globosa
- Rhamnus ilicifolia
- japán benge (Rhamnus japonica)
- lándzsás benge (Rhamnus lanceolata)
- Rhamnus libanotica
- Rhamnus lycioides
- Rhamnus palaestinus
- Rhamnus petiolaris
- Rhamnus pirifolia
- Rhamnus prinoides
- kövi benge (Rhamnus saxatilis)
- Rhamnus serrata
- Rhamnus smithii
- Rhamnus staddo
- festő benge (Rhamnus tinctoria)
- kínai benge (Rhamnus utilis)